# Bahnstrecke Hamm–Warburg
| Regionalbahn bei der Fahrt über den Altenbekener Viadukt | |                                                                            |                                                                            |
| Streckennummer (DB): | 2930 (Hamm–Soest) 1760 (Soest–Altenbeken) 2970 (Altenbeken–Warburg) |                                                                            |                                                                            |
| Kursbuchstrecke (DB): | 430; 340 (1970–1992); 232/238 (vor 1970) |                                                                            |                                                                            |
| Kursbuchstrecke: | 195 (Hamm (Westf) – Soest 1934) 175 (Soest – Altenbeken 1934) 174b (Altenb–Warburg üb. Neuenheerse 1934) 232 (Hamm – Soest 1946) 199 (Soest – Altenbeken 1946) 198 (Altenb–Warburg üb. Neuenheerse 1946) |                                                                            |                                                                            |
| Streckenlänge: | 131 km |                                                                            |                                                                            |
| Spurweite: | 1435 mm (Normalspur) |                                                                            |                                                                            |
| Streckenklasse: | D4 |                                                                            |                                                                            |
| Stromsystem: | 15 kV, 16,7 Hz ~ |                                                                            |                                                                            |
| Streckengeschwindigkeit: | (Soest-Lippstadt) 200 km/h (Hamm-Soest; Lippstadt-Warburg) 160 km/h |                                                                            |                                                                            |
| Zugbeeinflussung: | PZB 90, LZB CE I (Hamm–Benhausen), ZUB262 (Benhausen–Warburg) |                                                                            |                                                                            |
| Zweigleisigkeit: | durchgehend |                                                                            |                                                                            |
| | |                                                                            |                                                                            |
| \| \| \| Strecke von Münster \| \| \| \| \| Hauptstrecke von Minden \| \| \| \| \| Lippe und Datteln-Hamm-Kanal \| \| \| \| 136,7 \| Hamm (Westf) Hbf ⊙ \| Hamm (Westf) Hbf ⊙ \| \| \| \| Hamm (Westf) Rbf Hvn (Abzw) \| \| \| \| \| Güterstrecke nach Oberhausen-Osterfeld \| \| \| \| \| Hauptstrecke nach Dortmund \| \| \| \| \| Strecke nach Unna \| \| \| \| 1,4 000,0 \| Hamm (Westf) Rbf \| Hamm (Westf) Rbf \| \| \| \| Gleis zum Ortsgüterbahnhof \| \| \| \| 0,0 133,7 \| Hamm Gallberg (Abzw) \| Hamm Gallberg (Abzw) \| \| \| \| ehem. Ruhr-Lippe-Eisenbahn \| \| \| \| ? \| ehem. Anschluss Zeche Maximilian \| ehem. Anschluss Zeche Maximilian \| \| \| 130,4 \| Hamm-Westtünnen (seit 2024) \| Hamm-Westtünnen (seit 2024) \| \| \| 129,1 \| Rhynern \| Rhynern \| \| \| \| ehem. Strecke von Dortmund Süd \| \| \| \| 122,7 \| Welver (ehem. Bf) ⊙ \| Welver (ehem. Bf) ⊙ \| \| \| 117,1 \| Borgeln ⊙ \| Borgeln ⊙ \| \| \| \| Strecke von Unna \| \| \| \| 111,5180,8 \| Soest ⊙ \| Soest ⊙ \| \| \| \| ehem. Ruhr-Lippe-Eisenbahn \| \| \| \| \| ehem. WLE nach Belecke/Brilon \| \| \| \| 176,4 \| Bad Sassendorf ⊙ \| Bad Sassendorf ⊙ \| \| \| 171,1 \| Horn (Westf) \| Horn (Westf) \| \| \| 167,2 \| Benninghausen \| Benninghausen \| \| \| \| Strecke von Belecke/Warstein \| \| \| \| 160,2 \| Lippstadt ⊙ \| Lippstadt ⊙ \| \| \| \| WLE nach Beckum \| \| \| \| \| ehem. Rhedaer Bahn (bis 1983) \| \| \| \| 156,7 \| Dedinghausen ⊙ \| Dedinghausen ⊙ \| \| \| 153,0 \| Ehringhausen (Kr Lippstadt) ⊙ \| Ehringhausen (Kr Lippstadt) ⊙ \| \| \| 148,3 \| Geseke ⊙ \| Geseke ⊙ \| \| \| \| ehem. Strecke nach Büren (heute Anst'en) ⊙ \| \| \| \| 141,2 \| Salzkotten ⊙ \| Salzkotten ⊙ \| \| \| 135,7 \| Scharmede ⊙ \| Scharmede ⊙ \| \| \| 132,7 \| Elsen ⊙ \| Elsen ⊙ \| \| \| 130,4 \| Alme \| Alme \| \| \| \| ehem. Almetalbahn von Büren/Brilon Wald ⊙ \| \| \| \| 128,3 \| Paderborn Hbf ⊙ \| Paderborn Hbf ⊙ \| \| \| \| Paderborn Kasseler Tor ⊙ \| \| \| \| \| Sennebahn nach Brackwede ⊙ \| \| \| \| 123,1 \| Benhausen ⊙ \| Benhausen ⊙ \| \| \| 118,3 \| Neuenbeken ⊙ \| Neuenbeken ⊙ \| \| \| \| Kleiner Viadukt ⊙ \| \| \| \| \| Altenbekener Viadukt ⊙ \| \| \| \| 110,8110,9 \| Altenbeken ⊙ \| Altenbeken ⊙ \| \| \| \| \| \| \| \| \| Strecke nach Hameln, Strecke nach Kreiensen und zur Strecke nach Herford ⊙ \| \| \| \| \| \| \| \| \| 111,7 \| Altenbeken (Kurve) ⊙ (Abzw) \| Altenbeken (Kurve) ⊙ (Abzw) \| \| \| 115,2 \| Buke ⊙ \| Buke ⊙ \| \| \| \| (Neutrassierung 2003) ⊙ \| \| \| \| 121,4 \| Neuenheerse ⊙ \| Neuenheerse ⊙ \| \| \| 124,5 \| Eggetunnel (2872 m) ⊙ \| Eggetunnel (2872 m) ⊙ \| \| \| 127,5 \| Eggegalerie (230 m) ⊙ \| Eggegalerie (230 m) ⊙ \| \| \| \| ⊙ \| \| \| \| 129,1 \| Willebadessen ⊙ \| Willebadessen ⊙ \| \| \| 130,2 \| Rickebach; Viadukt Willebadessen \| Rickebach; Viadukt Willebadessen \| \| \| \| (Neutrassierung 2003) ⊙ \| \| \| \| \| ⊙ \| \| \| \| 133,8 \| Borlinghausen ⊙ \| Borlinghausen ⊙ \| \| \| 136,9 \| Bonenburg (PV bis 1969) ⊙ \| Bonenburg (PV bis 1969) ⊙ \| \| \| \| Verbindungsstrecke zur … ⊙ \| \| \| \| 141,4 \| Nörde ehem. Strecke Scherfede–Holzminden ⊙ \| Nörde ehem. Strecke Scherfede–Holzminden ⊙ \| \| \| 143,3 \| Menne ⊙ \| Menne ⊙ \| \| \| \| Obere Ruhrtalbahn von Brilon Wald ⊙ \| \| \| \| \| ehem. von Korbach ⊙ \| \| \| \| 148,1 \| Warburg (Westf) ⊙ \| Warburg (Westf) ⊙ \| \| \| \| Strecke nach Kassel \| \| \| \| \| \| \| \| Quellen: [1][2] \| \| \| \| | |                                                                            |                                                                            |
| Verschwenkung von links · Verschwenkung von rechts | | Strecke von Münster                                                        | Strecke von Münster                                                        |
| Abzweig geradeaus und von links · Abzweig geradeaus und von links | | Hauptstrecke von Minden                                                    | Hauptstrecke von Minden                                                    |
| Brücke über Wasserlauf · Brücke über Wasserlauf | | Lippe und Datteln-Hamm-Kanal                                               | Lippe und Datteln-Hamm-Kanal                                               |
| Strecke · Bahnhof | 136,7 | Hamm (Westf) Hbf ⊙                                                         | Hamm (Westf) Hbf ⊙                                                         |
| Blockstelle · Strecke | | Hamm (Westf) Rbf Hvn (Abzw)                                                | Hamm (Westf) Rbf Hvn (Abzw)                                                |
| Abzweig geradeaus und nach rechts · Strecke | | Güterstrecke nach Oberhausen-Osterfeld                                     | Güterstrecke nach Oberhausen-Osterfeld                                     |
| Abzweig geradeaus und nach rechts · Abzweig geradeaus und nach rechts | | Hauptstrecke nach Dortmund                                                 | Hauptstrecke nach Dortmund                                                 |
| Abzweig geradeaus und nach rechts · Abzweig geradeaus und nach rechts | | Strecke nach Unna                                                          | Strecke nach Unna                                                          |
| Abzweig nach rechts und von rechts · Strecke | 1,4 000,0 | Hamm (Westf) Rbf                                                           | Hamm (Westf) Rbf                                                           |
| Abzweig geradeaus und nach links · Kreuzung geradeaus unten | | Gleis zum Ortsgüterbahnhof                                                 | Gleis zum Ortsgüterbahnhof                                                 |
| Verschwenkung nach links · Verschwenkung nach rechts | 0,0 133,7 | Hamm Gallberg (Abzw)                                                       | Hamm Gallberg (Abzw)                                                       |
| Kreuzung geradeaus unten (Querstrecke außer Betrieb) | | ehem. Ruhr-Lippe-Eisenbahn                                                 | ehem. Ruhr-Lippe-Eisenbahn                                                 |
| Abzweig geradeaus und ehemals von links | ? | ehem. Anschluss Zeche Maximilian                                           | ehem. Anschluss Zeche Maximilian                                           |
| Haltepunkt / Haltestelle | 130,4 | Hamm-Westtünnen (seit 2024)                                                | Hamm-Westtünnen (seit 2024)                                                |
| Dienststation / Betriebs- oder Güterbahnhof | 129,1 | Rhynern                                                                    | Rhynern                                                                    |
| Abzweig geradeaus und ehemals von rechts | | ehem. Strecke von Dortmund Süd                                             | ehem. Strecke von Dortmund Süd                                             |
| Haltepunkt / Haltestelle | 122,7 | Welver (ehem. Bf) ⊙                                                        | Welver (ehem. Bf) ⊙                                                        |
| Haltepunkt / Haltestelle | 117,1 | Borgeln ⊙                                                                  | Borgeln ⊙                                                                  |
| Abzweig geradeaus und von rechts | | Strecke von Unna                                                           | Strecke von Unna                                                           |
| Bahnhof | 111,5180,8 | Soest ⊙                                                                    | Soest ⊙                                                                    |
| Kreuzung geradeaus oben (Querstrecke außer Betrieb) | | ehem. Ruhr-Lippe-Eisenbahn                                                 | ehem. Ruhr-Lippe-Eisenbahn                                                 |
| Abzweig geradeaus und ehemals nach rechts | | ehem. WLE nach Belecke/Brilon                                              | ehem. WLE nach Belecke/Brilon                                              |
| Haltepunkt / Haltestelle | 176,4 | Bad Sassendorf ⊙                                                           | Bad Sassendorf ⊙                                                           |
| ehemaliger Bahnhof | 171,1 | Horn (Westf)                                                               | Horn (Westf)                                                               |
| Dienststation / Betriebs- oder Güterbahnhof | 167,2 | Benninghausen                                                              | Benninghausen                                                              |
| Abzweig geradeaus und von rechts | | Strecke von Belecke/Warstein                                               | Strecke von Belecke/Warstein                                               |
| Bahnhof | 160,2 | Lippstadt ⊙                                                                | Lippstadt ⊙                                                                |
| Abzweig geradeaus und nach links | | WLE nach Beckum                                                            | WLE nach Beckum                                                            |
| Abzweig geradeaus und ehemals nach links | | ehem. Rhedaer Bahn (bis 1983)                                              | ehem. Rhedaer Bahn (bis 1983)                                              |
| Haltepunkt / Haltestelle | 156,7 | Dedinghausen ⊙                                                             | Dedinghausen ⊙                                                             |
| Haltepunkt / Haltestelle | 153,0 | Ehringhausen (Kr Lippstadt) ⊙                                              | Ehringhausen (Kr Lippstadt) ⊙                                              |
| Bahnhof | 148,3 | Geseke ⊙                                                                   | Geseke ⊙                                                                   |
| Abzweig geradeaus und nach rechts | | ehem. Strecke nach Büren (heute Anst'en) ⊙                                 | ehem. Strecke nach Büren (heute Anst'en) ⊙                                 |
| Bahnhof | 141,2 | Salzkotten ⊙                                                               | Salzkotten ⊙                                                               |
| Bahnhof | 135,7 | Scharmede ⊙                                                                | Scharmede ⊙                                                                |
| ehemaliger Haltepunkt / Haltestelle | 132,7 | Elsen ⊙                                                                    | Elsen ⊙                                                                    |
| Brücke über Wasserlauf | 130,4 | Alme                                                                       | Alme                                                                       |
| Strecke von rechts und von halblinks | | ehem. Almetalbahn von Büren/Brilon Wald ⊙                                  | ehem. Almetalbahn von Büren/Brilon Wald ⊙                                  |
| Kopfbahnhof Strecke bis hier außer Betrieb | 128,3 | Paderborn Hbf ⊙                                                            | Paderborn Hbf ⊙                                                            |
| Haltepunkt / Haltestelle | | Paderborn Kasseler Tor ⊙                                                   | Paderborn Kasseler Tor ⊙                                                   |
| Strecke nach links und nach rechts | | Sennebahn nach Brackwede ⊙                                                 | Sennebahn nach Brackwede ⊙                                                 |
| Dienststation / Betriebs- oder Güterbahnhof | 123,1 | Benhausen ⊙                                                                | Benhausen ⊙                                                                |
| ehemaliger Bahnhof | 118,3 | Neuenbeken ⊙                                                               | Neuenbeken ⊙                                                               |
| | | Kleiner Viadukt ⊙                                                          |                                                                            |
| | | Altenbekener Viadukt ⊙                                                     |                                                                            |
| Bahnhof | 110,8110,9 | Altenbeken ⊙                                                               | Altenbeken ⊙                                                               |
| | |                                                                            |                                                                            |
| Abzweig geradeaus, nach links und von links | | Strecke nach Hameln, Strecke nach Kreiensen und zur Strecke nach Herford ⊙ | Strecke nach Hameln, Strecke nach Kreiensen und zur Strecke nach Herford ⊙ |
| | |                                                                            |                                                                            |
| Blockstelle | 111,7 | Altenbeken (Kurve) ⊙ (Abzw)                                                | Altenbeken (Kurve) ⊙ (Abzw)                                                |
| Dienststation / Betriebs- oder Güterbahnhof | 115,2 | Buke ⊙                                                                     | Buke ⊙                                                                     |
| Verschwenkung von links · Verschwenkung von rechts (Strecke außer Betrieb) | | (Neutrassierung 2003) ⊙                                                    | (Neutrassierung 2003) ⊙                                                    |
| Strecke · Bahnhof (Strecke außer Betrieb) | 121,4 | Neuenheerse ⊙                                                              | Neuenheerse ⊙                                                              |
| Tunnel · Strecke (außer Betrieb) | 124,5 | Eggetunnel (2872 m) ⊙                                                      | Eggetunnel (2872 m) ⊙                                                      |
| Tunnel · Strecke (außer Betrieb) | 127,5 | Eggegalerie (230 m) ⊙                                                      | Eggegalerie (230 m) ⊙                                                      |
| Verschwenkung nach links · Verschwenkung nach rechts (Strecke außer Betrieb) | | ⊙                                                                          | ⊙                                                                          |
| Bahnhof | 129,1 | Willebadessen ⊙                                                            | Willebadessen ⊙                                                            |
| Brücke über Wasserlauf | 130,2 | Rickebach; Viadukt Willebadessen                                           | Rickebach; Viadukt Willebadessen                                           |
| Verschwenkung von links (Strecke außer Betrieb) · Verschwenkung von rechts | | (Neutrassierung 2003) ⊙                                                    | (Neutrassierung 2003) ⊙                                                    |
| Verschwenkung nach links (Strecke außer Betrieb) · Verschwenkung nach rechts | | ⊙                                                                          | ⊙                                                                          |
| ehemaliger Bahnhof | 133,8 | Borlinghausen ⊙                                                            | Borlinghausen ⊙                                                            |
| Dienststation / Betriebs- oder Güterbahnhof | 136,9 | Bonenburg (PV bis 1969) ⊙                                                  | Bonenburg (PV bis 1969) ⊙                                                  |
| Abzweig geradeaus und ehemals nach halblinks | | Verbindungsstrecke zur … ⊙                                                 | Verbindungsstrecke zur … ⊙                                                 |
| ehemaliger Turmbahnhof geradeaus oben (Querstrecke außer Betrieb) · Abzweig quer und von halbrechts (Strecke außer Betrieb) | 141,4 | Nörde ehem. Strecke Scherfede–Holzminden ⊙                                 | Nörde ehem. Strecke Scherfede–Holzminden ⊙                                 |
| ehemaliger Bahnhof | 143,3 | Menne ⊙                                                                    | Menne ⊙                                                                    |
| Abzweig geradeaus und von rechts | | Obere Ruhrtalbahn von Brilon Wald ⊙                                        | Obere Ruhrtalbahn von Brilon Wald ⊙                                        |
| Abzweig geradeaus und ehemals von rechts | | ehem. von Korbach ⊙                                                        | ehem. von Korbach ⊙                                                        |
| Bahnhof | 148,1 | Warburg (Westf) ⊙                                                          | Warburg (Westf) ⊙                                                          |
| | | Strecke nach Kassel                                                        |                                                                            |
| | |                                                                            |                                                                            |
| Quellen: | |                                                                            |                                                                            |

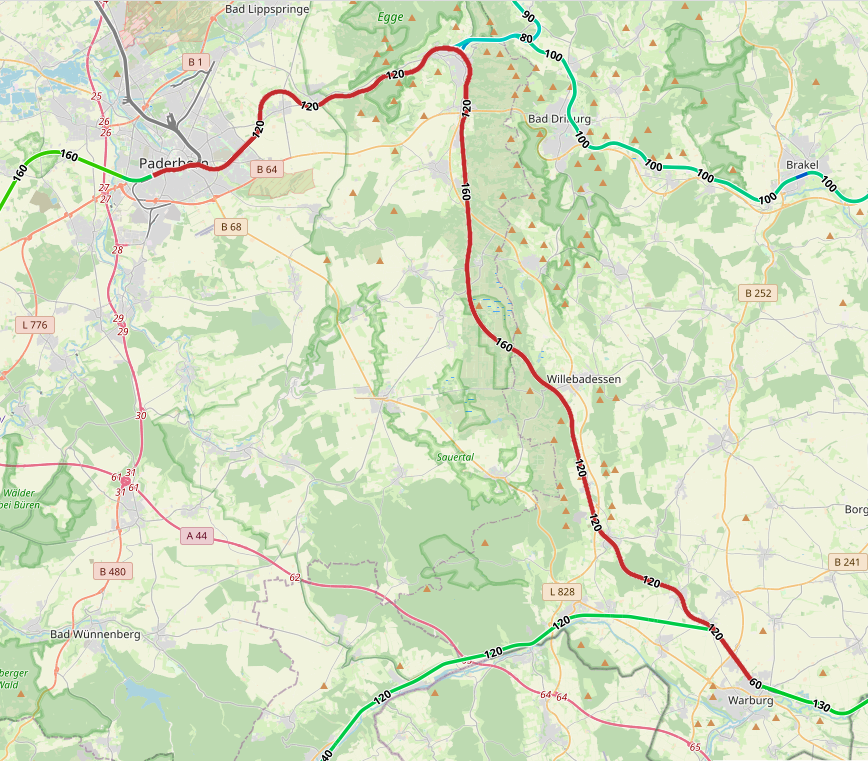
Bahnstrecke Paderborn-Warburg mit Angaben zur maximalen Geschwindigkeit

Die Bahnstrecke Hamm–Warburg ist eine 131 km lange Eisenbahnhauptstrecke in Westfalen. Sie ist Bestandteil der Mitte-Deutschland-Verbindung und wird u. a. von Intercity-Zügen aus dem Ruhrgebiet Richtung Kassel und Erfurt bedient. Daneben herrscht dichter Güter- und Regionalverkehr.
Die wichtigsten Zwischenhalte sind in Soest, Lippstadt und Paderborn. Der Bahnhof Altenbeken ist zudem ein wichtiger Umsteigeknoten. In Warburg schließt die Friedrich-Wilhelms-Nordbahn nach Kassel an.
Zwischen Hamm und Paderborn ist die Strecke mit Linienzugbeeinflussung ausgestattet und teilweise für Geschwindigkeiten bis 200 km/h zugelassen. Ab Paderborn bis Warburg ist die Strecke für bogenschnelles Fahren mit bis zu 160 km/h ausgebaut.

## Verlauf

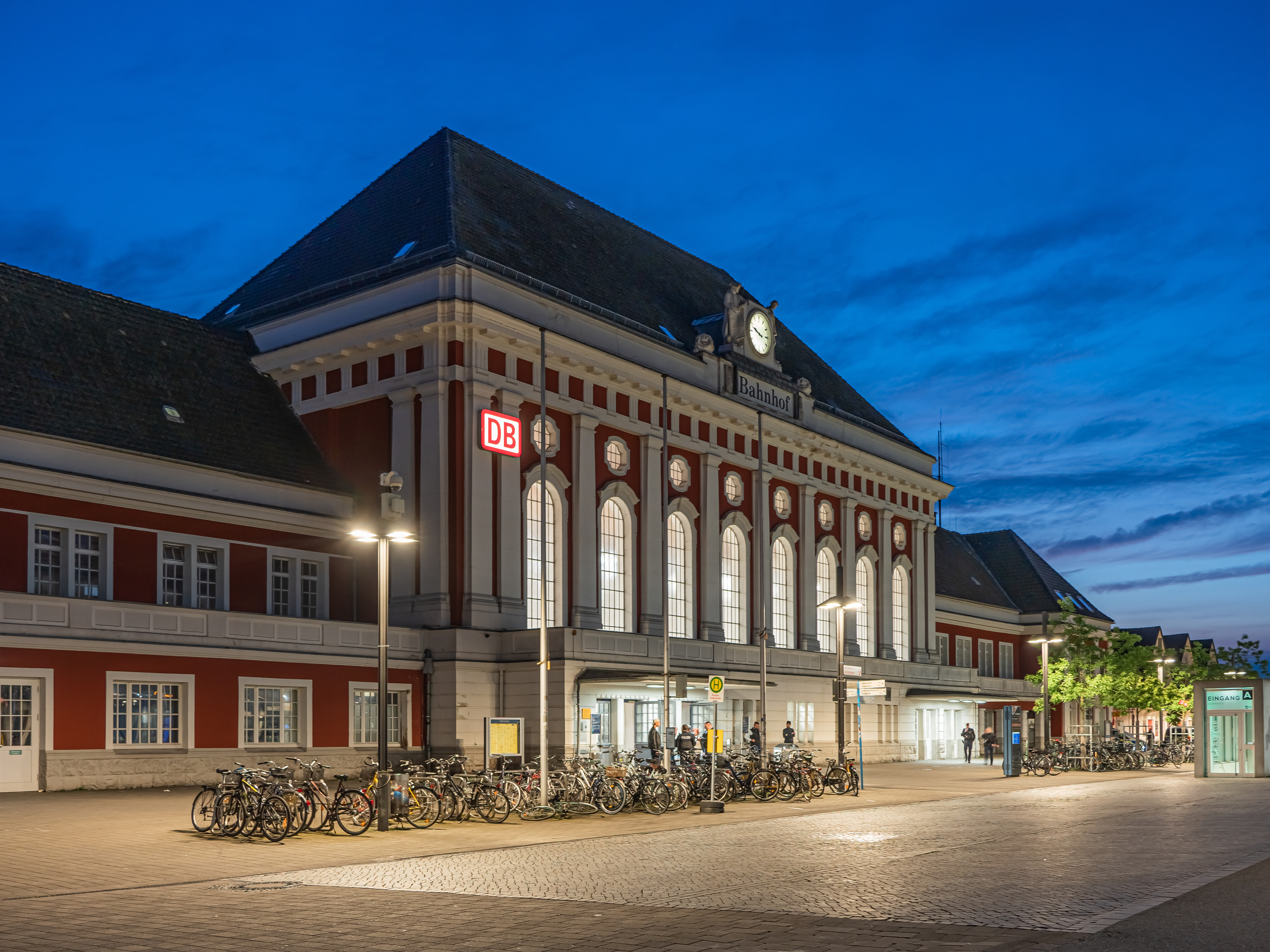
Bahnhofsgebäude in Hamm

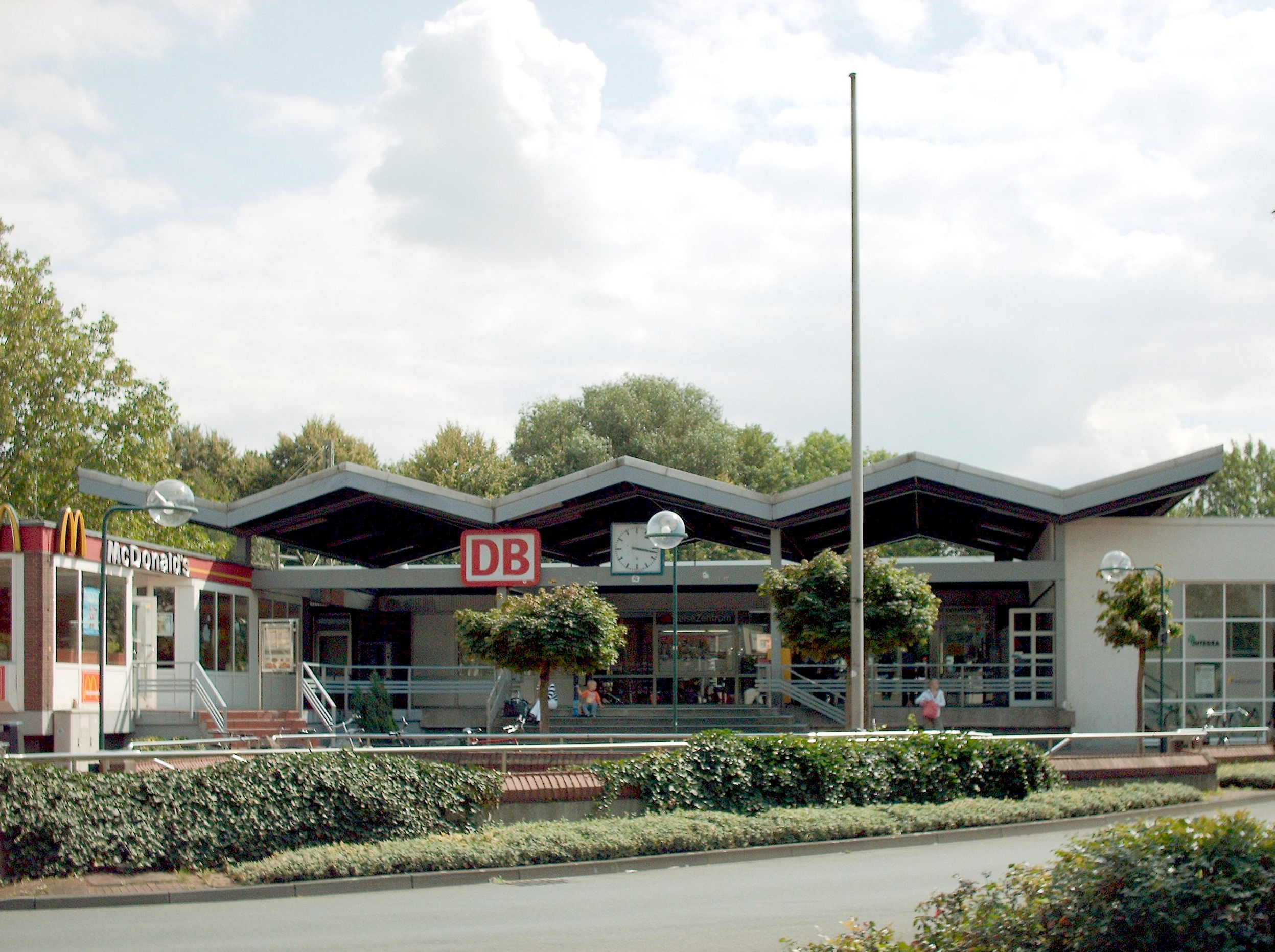
Bahnhof Lippstadt

Von Hamm bis Paderborn verläuft die Verbindung relativ flach und bogenarm durch die südliche Westfälische Bucht in Richtung Osten. Sie verläuft etwa parallel zum Fluss Lippe und zum historischen Hellweg, dem Vorläufer der Bundesstraße 1. In Soest wird die Seitenstrecke aus Unna aufgenommen. Von dort geht es weiter über Bad Sassendorf, Lippstadt, Geseke und Salzkotten nach Paderborn.

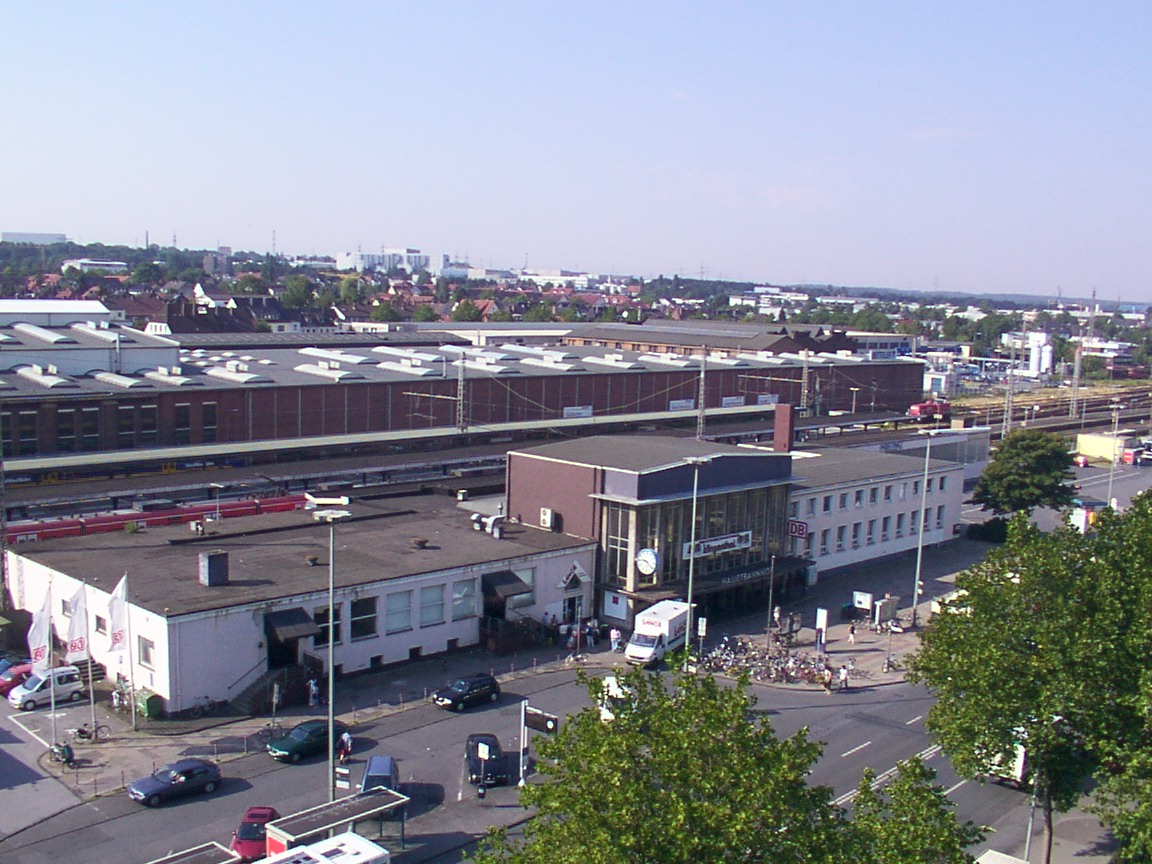
Paderborn Hauptbahnhof

Ab hier nimmt die Strecke den Charakter einer Mittelgebirgsbahn an. Mit einer langen Steigung und über die Viadukte bei Neuenbeken und bei Altenbeken wird der Bahnknoten Altenbeken im Nordwesten des Eggegebirges erreicht. Mit einem Gleisdreieck sind die Strecken nach Hannover und nach Kreiensen angeschlossen.

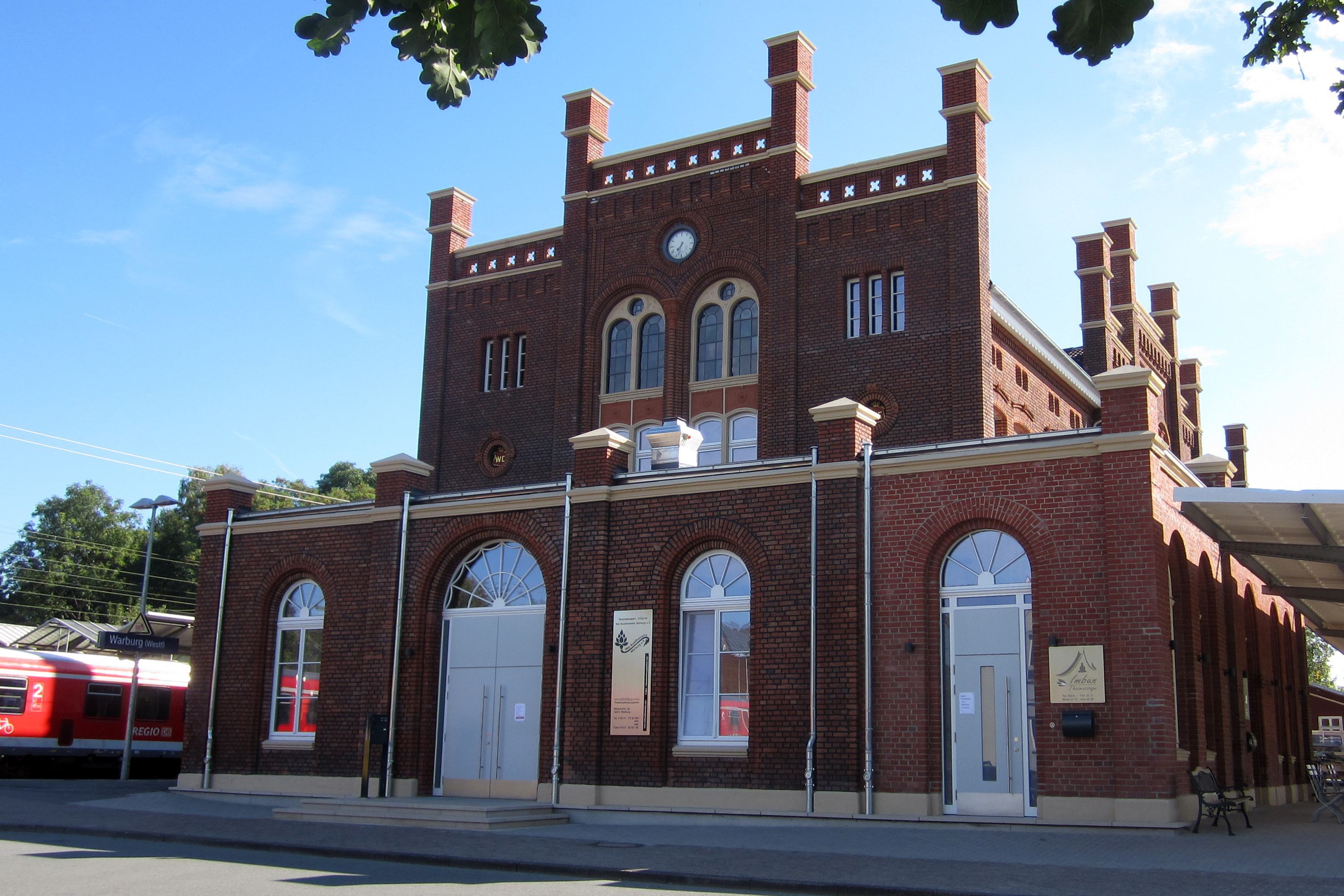
Bahnhof Warburg (Westf.)

Ab Altenbeken wendet sich die Strecke nach Südosten. Durch den neuen Eggetunnel wird Willebadessen erreicht. Im ehemaligen Bahnhof Nörde führte die ebenfalls ehemalige Bahnstrecke Holzminden–Scherfede unter dieser Verbindung hindurch. Kurz vor Warburg mündet die Obere Ruhrtalbahn (hier im Tal der Diemel) ein. Ab Warburg schließt sich die Friedrich-Wilhelms Nordbahn nach Kassel an.

## Geschichte
Der Bau dieser Strecke war zwischen den Staaten Preußen, zu dem Westfalen damals gehörte, und Kurhessen, das zwischen Westfalen und dem preußischen Kernland lag, beschlossen worden. Zwischen Paderborn und Willebadessen war eine direktere Trasse über Lichtenau vorgesehen. Jedoch hatte Preußen die Konzession an die private Cöln-Minden-Thüringer Verbindungsbahn-Gesellschaft vergeben. Diese zeigte sich mit der Querung des Eggegebirges und dem damals geplanten Tunnel (Alte Eisenbahn) überfordert und musste 1848 Insolvenz anmelden. Die staatliche Königlich-Westfälische Eisenbahn-Gesellschaft übernahm das Projekt, ersetzte den Tunnel durch eine oberirdische Führung über Altenbeken und eröffnete die Verbindung etappenweise von 1850 bis 1853:
- Hamm–Paderborn am 1. Oktober 1850
- Warburg–Landesgrenze 28. März 1851
- Paderborn–Warburg 22. Juli 1853

Der Volksmund nannte die Strecke Altenbeken–Warburg auch Kanonenbahn (gegen die Hessen).
Zusammen mit der Friedrich-Wilhelms-Nordbahn und der Thüringer Bahn bestand damit ein durchgehender Weg zwischen Westfalen und Halle/Leipzig über Erfurt, der unabhängig vom Königreich Hannover war. Im folgenden Vierteljahrhundert wurde er bis 1872 durch die Halle-Kasseler Eisenbahn über Nordhausen und bis 1878 die Sollingbahn über Northeim weiter verkürzt. Die Strecke ist seitdem eine wichtige Ost-West-Verbindung.
Am 20. Dezember 1901 ereignete sich westlich des Bahnhofs Altenbeken ein schwerer Eisenbahnunfall, als ein Personenzug auf den havarierten D 31 nach Berlin auffuhr.
Der Güterverkehr lief allerdings bis 1945 ab Altenbeken zu einem großen Teil über Northeim und Nordhausen nach Halle und Leipzig. Nach dem Zweiten Weltkrieg nahm der Nord-Süd-Verkehr so stark zu, dass die Hannöversche Südbahn Hannover–Göttingen–Kassel chronisch überlastet war. Zur Entlastung wurde 1958 eine Verbindungskurve („Altenbekener Kurve“) in Altenbeken eingerichtet, die Fahrten Hannover–Kassel ohne Fahrtrichtungswechsel ermöglichte.
Im Dezember 1970 wurde die Elektrifizierung der Strecke von Hamm über Warburg bis Kassel vollendet, die Fahrzeit der Schnellzüge verkürzte sich von 156 auf 140 Minuten. Da nicht genügend schwere elektrische Lokomotiven zur Verfügung standen, wurden Güterzüge bis 1973 mit Dampflokomotiven der Baureihe 44 bespannt.
Wegen eines Hangrutsches zwischen Willebadessen und Neuenheerse im Frühjahr 1988 war der Streckenabschnitt zwischen Altenbeken und Warburg wochenlang gesperrt, die Fernzüge wurden über die Bahnstrecke Göttingen–Bodenfelde umgeleitet. Nach Beseitigung der Schäden war die Passage dieses Streckenabschnittes nur noch mit stark verminderter Geschwindigkeit möglich, der rutschgefährdete Hang wurde vom Stellwerk Willebadessen aus per Videokamera überwacht.

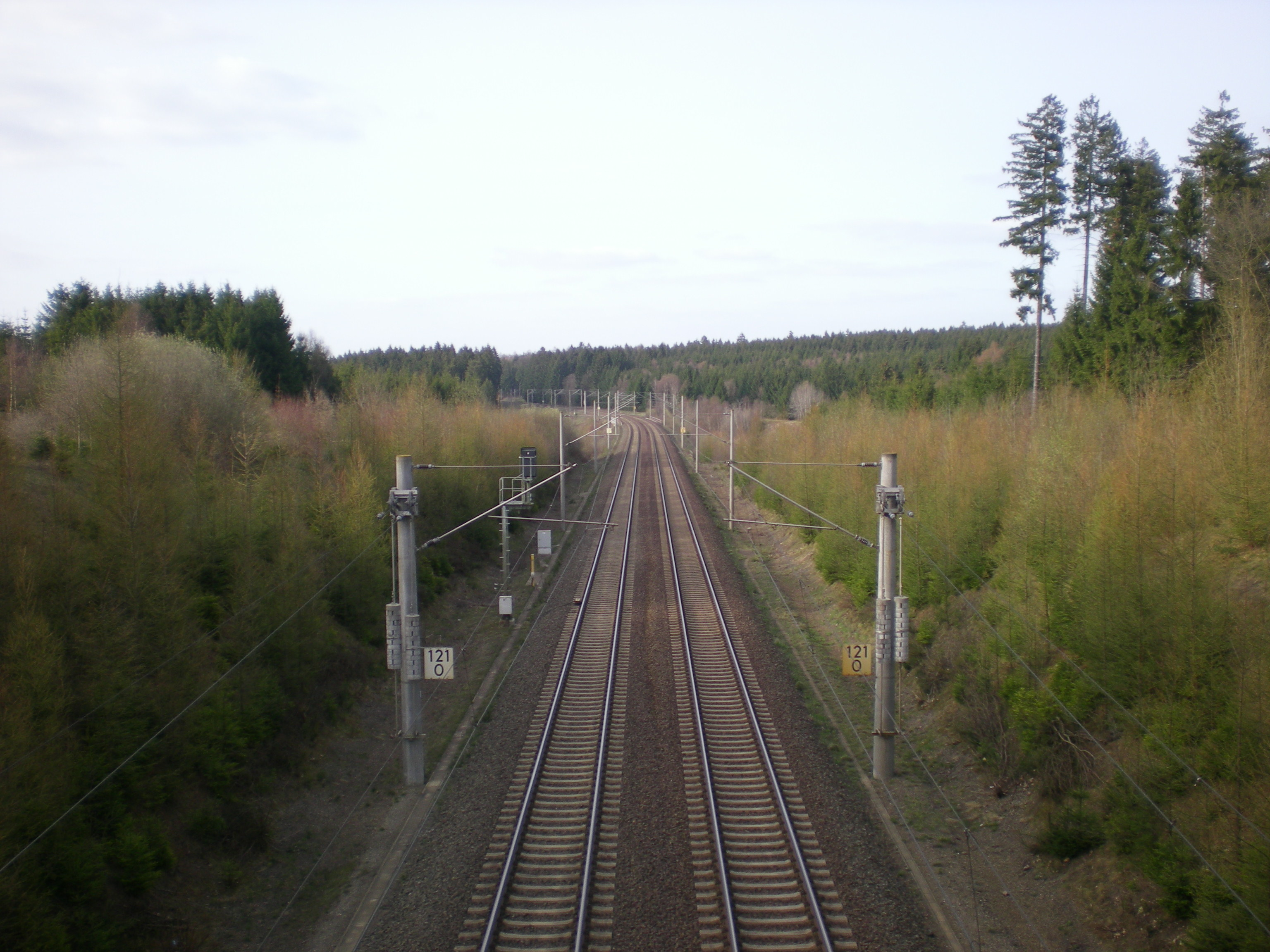
Beginn der Neutrassierung von 2003 bei Herbram-Wald (km 121,0), im Hintergrund die zurückgebaute Alttrasse

Der Ausbau der Strecke war im Bundesverkehrswegeplan 1985 enthalten. Die ursprünglichen Planungen sahen vor die 220 Kilometer lange Strecke zwischen Dortmund und Kassel mit gezielten Neutrassierungen auf 196 Kilometer zu verkürzen. Die Strecke sollte auf 171 Kilometern mit einer Geschwindigkeit von 200 km/h befahrbar werden. Überwiegend östlich von Paderborn sollte die Strecke dazu auf 47,6 Kilometern neutrassiert werden. Dabei war unter anderem ein 19 Kilometer langer Neubauabschnitt zwischen Paderborn und Willebadessen mit Umfahrung von Altenbeken vorgesehen. Für die Gesamtmaßnahme waren 1,8 Milliarden DM eingeplant, vorbehaltlich eines ausreichenden Wirtschaftlichkeitsnachweises. Die Fahrzeit sollte durch die Maßnahmen zwischen Dortmund und Kassel von 150 Minuten auf 91 Minuten reduziert werden. Nach Durchführung einer volks- und betriebswirtschaftlichen Bewertung wurde festgestellt, dass der Ausbau nur teilweise wirtschaftlich ist. Auch bei einer reduzierten Variante mit 1,1 Milliarden DM Investitionskosten verschlechterte sich das Wirtschaftsergebnis der Bundesbahn jährlich um 5,3 Millionen DM. Daher wurde entschieden den Ausbau mit Kosten von 265 Millionen DM auf den Abschnitt Dortmund–Paderborn zu beschränken, womit sich die Fahrzeit auf 115 Minuten zwischen Dortmund und Kassel reduzieren sollte. Zum damaligen Zeitpunkt wurde nach Fertigstellung der Maßnahme mit durchgehenden Intercity-Zügen zwischen dem Ruhrgebiet und München geplant. Dies bedeutete westlich von Paderborn hauptsächlich den Ausbau auf bestehender Trasse. Im Abschnitt Hamm–Paderborn begannen Anfang der 1990er Jahre erste Baumaßnahmen. Dabei wurden insbesondere Bahnübergänge beseitigt. Zwischen Paderborn und Kassel wurden anschließend weitere kostengünstigere Maßnahmen untersucht, um die Reisezeit zu verkürzen, darunter die Begradigung des Benhauser Bogens, die Umfahrung Hümme, die Eggequerung oder die Nutzung von Neigetechnik. Am 26. Juli 1991 erteilte die Zentrale der Deutschen Bundesbahn den Planungsauftrag für den Abschnitt zwischen Paderborn und Kassel.
Vom 23. Mai 1993 bis zum 28. Mai 1994 war der Abschnitt Soest–Paderborn komplett gesperrt, um die Strecke für 200 km/h auszubauen. Die Fernzüge wurden in dieser Zeit über die Nebenbahn Paderborn–Bielefeld umgeleitet, zwischen Soest und Paderborn verkehrten mehrere Direktbuslinien als Schienenersatzverkehr. Während der einjährigen Bauzeit wurde zwischen Paderborn und Geseke halbseitig gearbeitet, so dass immer ein Gleis befahrbar war, über das auch der tägliche Güterverkehr zu den Geseker Zementwerken gefahren werden konnte. Bis heute sind aber immer noch nicht alle Bahnübergänge aufgehoben worden, so dass diese Geschwindigkeit nur auf kurzen Stücken gefahren werden darf.
Im August 1997 begannen die Arbeiten für eine 12,85 km lange Neutrassierung durch den 2,9 km langen Eggetunnel, um ein durch Hangrutsche gefährdetes Gebiet zu umfahren. Dieser Abschnitt stand ab 1988 unter ständiger Überwachung und durfte nur noch mit 50 km/h befahren werden. Der Neubauabschnitt ging am 12. Dezember 2003 in Betrieb; gleichzeitig wurde der Bahnhof Willebadessen reaktiviert. In das Projekt investierten Bund und Bahn 181,5 Millionen Euro.
Im Oktober 2021 genehmigte das Eisenbahn-Bundesamt nach jahrzehntelanger Planung die Errichtung eines Haltepunktes Hamm-Westtünnen als Ersatz für den Anfang der 1980er Jahre geschlossenen Bahnhof Rhynern. Er war ab Frühjahr 2022 im Bau und wurde am 10. Oktober 2024 in Betrieb genommen.

## Bedienungsangebot
Bis 1991 prägten Eil- und Schnellzüge in individuellen Fahrplanlagen den Fernverkehr. In diese waren häufig Kurswagen eingestellt, die vor allem in Soest und Altenbeken auf andere Fernzüge umgestellt wurden, um den Fahrgästen das Erreichen möglichst vieler Reiseziele umsteigefrei zu ermöglichen. Über Abschnitte der Strecke fuhren das erste deutsche Durchgangszug-Paar D 31/32 und auch Interzonenzug-Paare, so auch der D 197/198 Mönchengladbach–Leipzig und der D 1452/1453 Düsseldorf–Karl-Marx-Stadt. Weitere Ziele für die auf der Strecke verkehrenden Eil- und Schnellzüge waren in östlicher Richtung Berlin Stadtbahn, Halle, Walkenried, Göttingen, Bebra und München.
Ab 1973 versuchte die DB, das 1971 erfolgreich gestartete IC-Netz mit Nebenlinien zu ergänzen. Zwischen dem Ruhrgebiet und Bebra verkehrten ab Sommerfahrplan drei Schnellzugpaare des Intercity-Ergänzungssystems (DC). Sie erhielten die Namen „Diemelland“, „Eggeland“ und „Lippeland“. Doch da diese Züge nicht die erhoffte Nachfrage auslösten, wurde der IC-Zubringerverkehr zum Sommer 1976 wieder eingestellt.
Ab 1990 setzte die Deutsche Bundesbahn das neue Produkt Interregio ein, um neue Kunden anzusprechen, die schnelle Züge im Taktverkehr mit kurzen Reisezeiten und gehobenen Komfort erwarteten. Damit war die Zeit der Schnell- und Eilzüge auf der Strecke vorbei. Die neuen Interregio-Züge verkehrten zunächst im Zweistundentakt von Duisburg über Hamm und Warburg nach Bebra. Durch die deutsche Einheit konnte wenig später die IR-Linie 20 nach Osten über Thüringen bis Chemnitz verlängert werden. Durch den Einsatz von Steuerwagen der Bauart Bimdzf konnte ab 1996 der zeitintensive Lokwechsel in Hamm entfallen.
Mit Abschaffung des Interregio wurden ab 2002 die Fernzüge auf der Mitte-Deutschland-Verbindung durch farblich umgewandelte Intercity-Garnituren ersetzt, wobei in der Zeit von 2002 bis 2007 bis zu drei Paare als ICE T mit Neigetechnik fuhren. Bis 2009 verschwanden zu jedem Fahrplanwechsel einzelne IC-Zugpaare aus dem Angebot, so dass ein Taktverkehr auf der IC-Linie 51 Düsseldorf–Stralsund nicht mehr erkennbar war und große Lücken im Fernverkehrsfahrplan entstanden. Seit Dezember 2010 verkehrt neben den verbliebenen IC-Zügen der Mitte-Deutschland-Verbindung ein Zugpaar der ICE-Linie 41 mit einem ICE 3 von und nach München. Von Dezember 2010 bis Dezember 2015 verkehrte außerdem wieder ein ICE-Paar von und nach Dresden, welches jedoch mit der Eröffnung der Neubaustrecke Erfurt–Halle–Leipzig durch einen IC ersetzt wurde. Zum Fahrplanwechsel im Dezember 2016 wurde ein weiteres IC-Paar gestrichen, sodass nur noch zwei IC-Paare pro Tag als Linie IC 50 MDV verkehren. Diese erreichen über die Thüringer Bahn ihre östlichen Ziele Leipzig bzw. Halle. An Freitagen und Sonntagen gab es ein zusätzliches Zugpaar zwischen Köln und Berlin. Seit Dezember 2018 verkehren die IC zwischen Köln bzw. Düsseldorf und Gera. Bereits in Gotha wird von elektrische auf Diesellokomotiven umgespannt. Ein weiteres Zugpaar war bis Dezember 2022 an Freitagen und Sonntagen zwischen Köln und Leipzig als Doppelstock-IC im Einsatz.
Der Regionalverkehr auf der Strecke wird von der Ems-Börde-Bahn RB 89 als eine Linie des Hellweg-Netzes bedient. Die RB 89 verkehrt zwischen Paderborn und Hamm halbstündlich. Im Stundentakt läuft ein Zugteil aus Bielefeld nach Münster durch. Alle zwei Stunden fährt ein Zug der RB 89 von Paderborn weiter nach Warburg mit direktem Anschluss an die Linie RE 17 nach Kassel-Wilhelmshöhe. In den Jahren 2010 bis 2016 fuhren in den Tagesrandlagen einzelne Zugpaare der RB 89 als Sprinter von und nach Kassel-Wilhelmshöhe. Die DB Regio NRW setzte bis Dezember 2008 Triebwagen der Reihe 425 mit einer Höchstgeschwindigkeit von 160 km/h ein, zwischenzeitlich vom EBA herabgesetzt auf 140 km/h. Seit Dezember 2008 bedient die Eurobahn nach gewonnener Ausschreibung die Strecke mit vierteiligen Triebwagen vom Typ Stadler FLIRT. Nach erneuter Ausschreibung der Linie im Jahr 2015 wird die Eurobahn die RB 89 bis 2030 weiter betreiben.
Auf der Strecke verkehrte bis Dezember 2016 auch der NRW-Express von Aachen über Hamm nach Paderborn als RE 1. Die dort eingesetzten Wendezüge bestanden aus sechs Doppelstockwagen, die meistens mit Lokomotiven der Reihe 146.0 für Geschwindigkeiten bis zu 160 km/h bespannt wurden. Die Züge dieser Linie fuhren zwischen Hamm und Paderborn im Zweistundentakt mit Halten in Soest und Lippstadt. Der erste Frühzug nach Paderborn hielt an allen Bahnhöfen. Der RE 1 wurde seit Dezember 2016 auf den Laufweg Hamm–Aachen zurückgenommen.
Im Rahmen der sog. RRX-Interimsvergabe wurden die Leistungen zwischen Dezember 2016 bis zur Inbetriebnahme der RXX-Fahrzeuge durch DB-Regio mit dem Rhein-Hellweg-Express RE 11 erbracht. Der RE 11 verbindet siebenmal täglich Düsseldorf mit Kassel-Wilhelmshöhe, sodass zusammen mit den IC-Zügen ein Zweistundentakt entsteht. Neben den zuvor bereits durch den RE 1 bedienten Stationen Hamm, Soest, Lippstadt und Paderborn hält der RE 11 auch in Altenbeken, Willebadessen, Warburg und Hofgeismar. Als Fahrzeuge wurden modernisierte Triebwagen der Baureihe 425 in Doppeltraktion eingesetzt, da nur diese die Zulassung für die Fahrt durch den Eggetunnel haben. Durch das Angebot der RE 11 entfielen die Sprinterleistungen der Eurobahn am Tagesrand zwischen Dortmund und Kassel-Wilhelmshöhe. Die Anzahl der Umläufe der RE 17 (Sauerland-Express) von und nach Kassel-Wilhelmshöhe wurde reduziert. Mit Verlängerung des RE 11 nach Kassel haben sich die Fahrgastzahlen im Abschnitt Paderborn – Warburg von 1000 im Fahrplanjahr 2016 (damals fuhr nur die RB 89 als SPNV in dem Abschnitt) auf 1900 im Fahrplanjahr 2018 fast verdoppelt.
Seit Dezember 2018 wird die Strecke von Hamm bis Kassel durch den Vorlaufbetrieb des Rhein-Ruhr-Express im Zweistundentakt bedient. Als Fahrzeuge werden Desiro-HC-Züge eingesetzt. Die 105 m langen, aus vier Wagen bestehenden Doppelstock-Zugeinheiten verfügen über 400 Sitzplätze und verkehren in der Regel mit zwei Zugteilen (entsprechend 800 Sitzplätzen) bis Hamm, von dort einzeln bis Kassel-Wilhelmshöhe. Der Betrieb der Linie RE 11 obliegt NationalExpress. Bedingt durch größere Umbauarbeiten im Dortmunder Hauptbahnhof verkehren die Züge der RE 11 von Juli 2021 bis Mitte 2023 von Düsseldorf aus kommend ab Bochum mit Halt in Dortmund-Hörde und Unna (dort Stärken und Schwächen ohne Beifahranlage) über Soest nach Paderborn und Kassel-Wilhelmshöhe. Dadurch wird der angestrebte Stundentakt der RE 11 zwischen Düsseldorf und Kassel erst ab Dezember 2023 möglich.
Finanzielle Probleme stellten seit 2020 den Betrieb durch Abellio Rail NRW auch auf der RE 11 infrage und führten Ende Juni 2021 zu einem Schutzschirm-Insolvenzverfahren, am 1. Februar 2022 hob das zuständige Insolvenzgericht Berlin-Charlottenburg die Eigenverwaltung auf und bestellt einen Insolvenzverwalter. Ende 2021 gaben die betroffenen SPNV-Aufgabenträger und Abellio bekannt, dass alle von Abellio Rail NRW betriebenen Verkehrsverträge zum 31. Januar 2022 enden. Im Rahmen der vorzeitigen Vertragskündigung zum 31. Januar 2022 wird die Linie RE 11 seit dem 1. Februar 2022 von National Express im Rahmen einer Notvergabe betrieben. Bereits vom 17. Januar 2022 wurde auf der Linie RE 11 bis 28. Februar 2022 zwischen Essen und Kassel bzw. Paderborn ein Ersatzverkehr durch die TRI Train Rental und die Centralbahn AG angeboten.
Zum Fahrplanwechsel wird im Dezember 2023 das Angebot der RE 11 auf einen Stundentakt von und nach Kassel verdichtet. Dadurch verkehrt die RE 17 vorerst nicht mehr zwischen Warburg und Kassel. Fahrplanlücken zwischen Paderborn und Kassel bleiben nur noch für zwei InterCity-Zugpaare bestehen. Zusätzlich verkehrt eine RE 11 von Kassel nach Dortmund in der Tagesrandlage nach 22 Uhr. Die Linie RB 89 wird bis auf eine Spätfahrt in den Wochenendnächten generell im Abschnitt Paderborn – Warburg entfallen.

## Planungen

### Zusätzliche Halte
Der Zweckverband Nahverkehr Westfalen-Lippe (NWL) führte 2023 eine Potentialuntersuchung zur Neueinrichtung von Stationen in seinem Verbandsgebiet durch. Dabei wurden entlang der Strecke die Stationen Paderborn Zukunftsquartier, Paderborn-Elsen, Paderborn-Benhausen, Paderborn-Neuenbeken und Warburg-Bonenburg untersucht.
Die Station Paderborn Zukunftsquartier erhielt die höchste Punktzahl aller 92 Stationen die innerhalb des NWL bewertet wurden. Der Standort befindet sich an der ehemaligen Kaserne „Barker Areal“, die 2019 von den britischen Streitkräften aufgegeben wurde und der Stadt Paderborn zur Umgestaltung zur Verfügung gestellt wurde. Für den Bau der neuen Station werden etwa 13,7 Millionen Euro veranschlagt und ein Potential von rund 5200 Fahrgastwechseln pro Tag gesehen. Nach der Untersuchung lässt sich der Halt in den Zielfahrplan integrieren. Die Realisierung wurde für den ÖPNV Bedarfsplan des Landes NRW angemeldet und die Realisierung bis 2032 eingeplant. Die Angebotskonzeption S-Bahn OWL des NWL sieht vor, dass an der Station im Zielkonzept fünf Züge pro Stunde halten sollen. Darunter Züge nach Herford, Hannover, Kreiensen, Göttingen, Warburg und Münster.
Bei der Station Paderborn-Elsen am Bahnübergang Scharmeder Straße werden Kosten von rund 4,9 Millionen Euro und ein Potential von rund 440 Fahrgastwechseln pro Tag gesehen. Für eine Reaktivierung der Station Warburg-Bonenburg wurden Kosten von 4,9 Millionen Euro und ein Potential von 110 Fahrgastwechseln pro Tag prognostiziert. Beide Stationen lassen sich nicht ohne Anschlussverlust in den Zielfahrplan integrieren.
In Abhängigkeit von der Begradigung des Benhauser Bogens wurden drei Standorte zur Realisierung von Stationen in Paderborn-Benhausen und Paderborn-Neuenbeken untersucht. Für den Fall der Belassung des Bogens wurde ein gemeinsamer Halt am Bahnübergang Eggestraße untersucht. Dieser soll rund 4,9 Millionen Euro kosten und ein Potential von rund 240 Fahrgastwechseln pro Tag aufweisen. Für den Fall der Begradigung wurde ein Halt in Neuenbeken am Bahnübergang „Am Henkelberge“ untersucht. Dieser soll 11,3 Millionen Euro kosten und ein Potential von 230 Fahrgastwechseln pro Tag aufweisen. Für den Standort Paderborn-Benhausen an der Landstraße L 937 werden kosten von 4,9 Millionen Euro und ein Potential von 190 Fahrgastwechseln pro Tag gesehen. Alle drei Standorte wären in den Zielfahrplan integrierbar.

### Begradigung/Bestandssanierung Benhauser Bogen
Im Bereich des Paderborner Stadtbezirkes Benhausen verläuft die Strecke in einem großen Bogen hufeisenförmig um die Bebauung, obwohl geradlinig ein bebauungsfreier Verlauf besteht. Die Linienverbesserung im Bereich des Benhauser Bogens wurde 1985 erstmals in den Bundesverkehrswegeplan aufgenommen aber nicht realisiert. Dafür ausschlaggebend ist eine volks- und betriebswirtschaftliche Untersuchung der Bundesbahn, sowie eine 1991 durchgeführte Variantenuntersuchung, die zu dem Schluss kam, dass eine Sanierung der Bestandsstrecke in dem Bereich die wirtschaftlichste Lösung darstellt. Seit 1998 besteht in einem Teilbereich des Benhauser Bogens eine Langsamfahrstelle von 70 km/h auf dem kurvenäußeren Gleis, da bei Durchfahrung mit höheren Geschwindigkeit der Bahndamm instabil ist. Trotz der Dammsanierung sieht DB Netz in dem Ausbau der Bestandstrecke auf 140 km/h mit Beseitigung von drei Bahnübergänge die wirtschaftlichste Variante. Neben der Bestandssanierung wurden eine Neutrassierung mit 140 km/h und 150 km/h untersucht. Preisstand 2008 sollte der Ausbau der Bestandsstrecke 13,4 Millionen Euro kosten und 1,7 Minuten Fahrzeitverkürzung möglich sein. Die Neutrassierungsvarianten sollten 44,5 Millionen Euro bzw. 50,7 Millionen Euro kosten und 2 bzw. 2,1 Minuten Fahrzeitreduzierung ermöglichen. Für den Bundesverkehrswegeplan 2030 hatte das Verkehrsministerium des Landes Nordrhein-Westfalen beantragt, den Bau einer Neutrassierung im Bereich des Benhauser Bogens aufzunehmen. Das Bundesverkehrsministerium lehnte das Projekt ab, da das Projekt zu keinen Kapazitätssteigerungen führt und sich die Investitionskosten aufgrund der geringen Passagierzahlen nicht rechtfertigen lassen. 2015 wurde die Maßnahme für den ÖPNV-Bedarfsplan des Landes NRW angemeldet. Das Projekt wurde in der Neuaufstellung im Jahr 2024 nicht angemeldet. 2024 wird der Bahnübergang Eggestraße durch eine Unterführung ersetzt.

### Verkürzung Zugfolgezeit
Für den ÖPNV Bedarfsplan des Landes NRW wurde 2024 zwischen Altenbeken (weiter bis zur Betriebsstelle Langeland an der Strecke nach Hannover) und dem Hauptbahnhof Paderborn eine Optimierung des Leit- und Sicherungstechnik eingebracht. Die Maßnahme steht im Zusammenhang mit der Realisierung der neuen Station Paderborn Zukunftsquartier und soll die mögliche Zugfolge in diesem Streckenabschnitt auf drei Minuten verkürzen.

### Beseitigung Bahnübergänge Hamm – Paderborn
Um den Anfang der 90er Jahre gestarteten Ausbau auf 200 km/h zwischen Paderborn und Hamm zu vollenden, müssen in den Abschnitten Hamm – Soest und Lippstadt – Paderborn die bestehenden Bahnübergänge beseitigt werden. Bis dahin kann trotz verbauter LZB nur im Abschnitt Soest – Lippstadt mit 200 km/h gefahren werden. Die Maßnahme wurde für den Bundesverkehrswegeplan 2030 angemeldet. Das Bundesverkehrsministerium lehnte das Projekt ab, da das Projekt zu keinen Kapazitätssteigerungen führt und sich die Investitionskosten aufgrund der geringen Passagierzahlen nicht rechtfertigen lassen.

### Angebotsausbau Paderborn – Warburg
Im Rahmen der Angebotskonzeption S-Bahn OWL des NWL ist geplant, den Nahverkehr im Abschnitt Paderborn – Warburg weiter auszubauen. Dazu soll eine in Paderborn endende Linie aus Münster stündlich nach Warburg verlängert werden. In Warburg soll ein kurzer Anschluss zu Zügen nach Kassel ermöglicht werden. Hierdurch würden zusammen mit dem RE 11 zwei Nahverkehrszüge pro Stunde zwischen Paderborn und Warburg verkehren. Mit dem Programm ist ein weiterer Angebotsausbau zwischen Altenbeken und Warburg vorgehenden. Im Zielkonzept werden neben der Linie nach Warburg eine zusätzliche Linie nach Holzminden eingerichtet und die in Altenbeken endende Linie RE 82 aus Bielefeld nach Paderborn verlängert.

### Fernverkehrsoffensive
Im Jahr 2015 präsentierte die Deutsche Bahn eine Fernkehrsoffensive, nach der auch der Fernverkehr auf der Mitte-Deutschland-Verbindung bis spätestens 2032 wieder zu einem Zweistundentakt ausgebaut werden soll. Als Voraussetzung wird die Elektrifizierung der Strecke Weimar – Gößnitz gesehen, mit der die Züge auch über Gera hinaus nach Chemnitz verkehren sollen. Im Jahr 2022 plante DB Fernverkehr bei DB Netz eine zweistündliche Trasse Köln – Kassel – Gera/Leipzig für die Kapazitätsplanung ein. Im Fahrplanvorschlag wurden die Fahrzeiten gegenüber der Bestandstrasse geändert, um einen Stundentakt für den RE 11 zu ermöglichen. Im Jahr 2024 wurde für den gleichen Planungsprozess keine vertakte Trasse für die Mitte-Deutschland-Verbindung eingereicht.

## Tarif
Für den gesamten öffentlichen Personennahverkehr gilt seit August 2017 auf der Strecke der Westfalentarif. Tarifraumüberschreitend gilt der NRW-Tarif.